# Якубовиці-Конінські
Якубовиці-Конінські (пол. Jakubowice Konińskie) — село в Польщі, у гміні Нємце Люблінського повіту Люблінського воєводства.
Населення — 1346 осіб (2011).

## Демографія
Демографічна структура станом на 31 березня 2011 року:
|          | Загалом | Допрацездатний вік | Працездатний вік | Постпрацездатний вік |
| -------- | ------- | ------------------ | ---------------- | -------------------- |
| Чоловіки | 648     | 161                | 440              | 47                   |
| Жінки    | 698     | 153                | 435              | 110                  |
| Разом    | 1346    | 314                | 875              | 157                  |